# Нот
У нордијској митологији, Нот (старонордијски : [ˈноːтː], „ноћ“) јесте персонификована ноћ.
И у Поетској Еди, која је састављена у 13. веку на основу ранијих традиционалних извора, и у Прозној Еди, насталој у 13. веку, Нот је наведена као ћерка фигуре по имену Норви (са варијантама писања) и повезана је са коњ Хримфакси, док Прозна Еда садржи информације о Нотовом пореклу, укључујући њена три брака. Нотов трећи брак био је са богом Делингром и то је резултирало њиховим сином Дагром, персонификованим даном (иако неке варијације рукописа наводе Јорда као Делингрову жену и Дагрову мајку). Као властита именица, реч нот се појављује у целој староскандинавској књижевности.